# Nune Sirawian
Nune Sirawian (orm.) Նունե Սիրավյան (ur. 5 lipca 1973 w Erywaniu, Armeńska Socjalistyczna Republika Radziecka) – ormiańska malarka, kostiumografka, ilustratorka i krytyk teatralny.
Ukończyła Erywański Państwowy Instytut Teatru i Kinematografii jako krytyk teatralny. Tworzy szkice kostiumów teatralnych, ramy do obrazów, kolaże, lalki, biżuterię, akcesoria modowe ze szkła i kamieni. Rysuje ilustracje do czasopism dla dzieci.

## Wystawy
Indywidualne:
- 2007 – National Aesthetic Center, Erywań
- 2011 – "Studio" art café, Erywań
- "Black Maria Gallery", Los Angeles[3]
- "Papillion Art Gallery", Los Angeles[4]